# 都築忠七
都築忠七（日语：／ Tsuzuki Chushichi */?，1926年9月18日—2020年4月1日），日本社会史学家，一橋大學名誉教授。日本学士院奖・恩赐奖获得者。

## 生平
1926年生于愛知縣知多郡阿久比町。先后毕业于愛知縣商業学校、山口经济专科学校、东京商科大学（一橋大學前身）。1952年获富布赖特奖学金，赴美国普林斯顿大学研究生院留学。1954年毕业于威斯康星大学研究生院。1955年至1959年在英国牛津大學聖安東尼學院深造，获博士学位。1959年回国，任一橋大學社会学部助理教授，1970年升任教授。曾任一橋大學社会学部主任，谢菲尔德大学、牛津大學聖安東尼學院客座教授，剑桥大学海外招聘Fellow，新潟县国际大学教授。对英国勞工運動史有深入研究。1990年退休。
2020年4月1日因冠狀動脈疾病逝世。

## 荣誉
- 1992年 - 日本学士院奖·恩赐奖[4]
- 1997年 - 勋二等瑞宝章